# Ga Cheonan–Asan
Ga Cheonan–Asan (Onyangoncheon) (Tiếng Hàn: 천안아산역(온양온천), Hanja: 天安牙山驛(溫陽溫泉)) là ga đường sắt được điều hành bởi Tổng công ty Đường sắt Hàn Quốc nằm ở Jangjae-ri, Baebang-eup, Asan-si, Chungcheongnam-do, Hàn Quốc. Nó được kết nối với Ga Asan trên Tuyến Janghang và Tàu điện ngầm vùng thủ đô Seoul tuyến 1 thông qua một lối đi trung chuyển và được coi như một trạm trung chuyển cùng với nhà ga chính. KTX và SRT được vận hành.

## Lịch sử
Nó bắt đầu hoạt động vào ngày 1 tháng 4 năm 2004 với việc khai trương KTX. Với việc khai trương Ga Asan trên Tuyến Janghang vào ngày 30 tháng 3 năm 2007 , nó đóng vai trò như một ga trung chuyển và với việc khai trương ga tàu điện ngầm vùng thủ đô Seoul tuyến 1 vào ngày 15 tháng 12 năm 2008, nó đã có thể kết nối với tàu điện ngầm ở khu đô thị, tăng khả năng tiếp cận.
- 14 tháng 6 năm 1993: Vị trí ga được xác nhận
- 22 tháng 7 năm 1996: Khởi công xây dựng nhà ga mới
- 21 tháng 8 năm 2003: Tên ga được quyết định là "Ga Cheonan-Asan"
- 20 tháng 11 năm 2003: Đổi tên ga thành "Ga Cheonan-Asan (Onyang Oncheon)"
- 1 tháng 4 năm 2004: Đồng thời khai trương KTX như một trạm thông thường[3]
- 30 tháng 3 năm 2007: Đường chuyển tiếp được mở cùng lúc với ga Asan trên tuyến Janghang được mở.
- 09 tháng 12 năm 2016: SRT khai trương

## Bố trí ga
| ↑ Gwangmyeong (KTX) · PyeongtaekJije (SRT) |
| １２ \| ３４ \|                            |
| Osong ↓                                    |

| １ · ２ | Đường sắt cao tốc Gyeongbu · Đường sắt cao tốc Honam Tuyến Gyeongjeon · Tuyến Donghae · Tuyến Jeolla |                                  | ← Hướng đi Yongsan · Seoul · Haengsin              |
| １ · ２ | Đường sắt cao tốc Gyeongbu · Đường sắt cao tốc Honam Tuyến Gyeongjeon · Tuyến Donghae · Tuyến Jeolla | liên kết=Đường sắt cao tốc Suseo | ← Hướng đi PyeongtaekJije · Dongtan · Suseo        |
| ３ · ４ | Đường sắt cao tốc Gyeongbu                                                                           | ·                                | → Hướng đi Daejeon · Dongdaegu · Busan →           |
| ３ · ４ | Tuyến Gyeongjeon                                                                                     | ·                                | → Hướng đi Dongdaegu · Masan · Jinju →             |
| ３ · ４ | Tuyến Donghae                                                                                        | ·                                | → Hướng đi Daejeon · Dongdaegu · Pohang →          |
| ３ · ４ | Đường sắt cao tốc Honam                                                                              | ·                                | → Hướng đi Iksan · GwangjuSongjeong · Mokpo →      |
| ３ · ４ | Tuyến Honam                                                                                          |                                  | → Hướng đi Seodaejeon · GwangjuSongjeong · Mokpo → |
| ３ · ４ | Tuyến Jeolla                                                                                         | ·                                | → Hướng đi Jeonju · Suncheon · Yeosu–EXPO →        |

## Xung quanh nhà ga
- Tuyến Janghang, ● Tàu điện ngầm vùng thủ đô Seoul tuyến 1 tại ga Asan (kết nối với lối đi trung chuyển)
- Trung tâm xúc tiến thị trấn mới Asan
- Trường trung học cơ sở Cheonan Wolbong
- Trường trung học cơ sở Cheonan Buldang
- Trường trung học Cheonan Wolbong
- Đại học Sunmoon
- Trung tâm cửa hàng bách hóa Galleria Thành phố
- Chi nhánh Moda Outlet Cheonan Asan
- Chi nhánh Emart Pentaport
- Traders Wholesale Club Cheonan Asan
- Chi nhánh CJ CGV Pentaport
- Phòng Thương mại và Công nghiệp Bắc Chungcheong
- Văn phòng Giáo dục Cheonan

## Hình ảnh

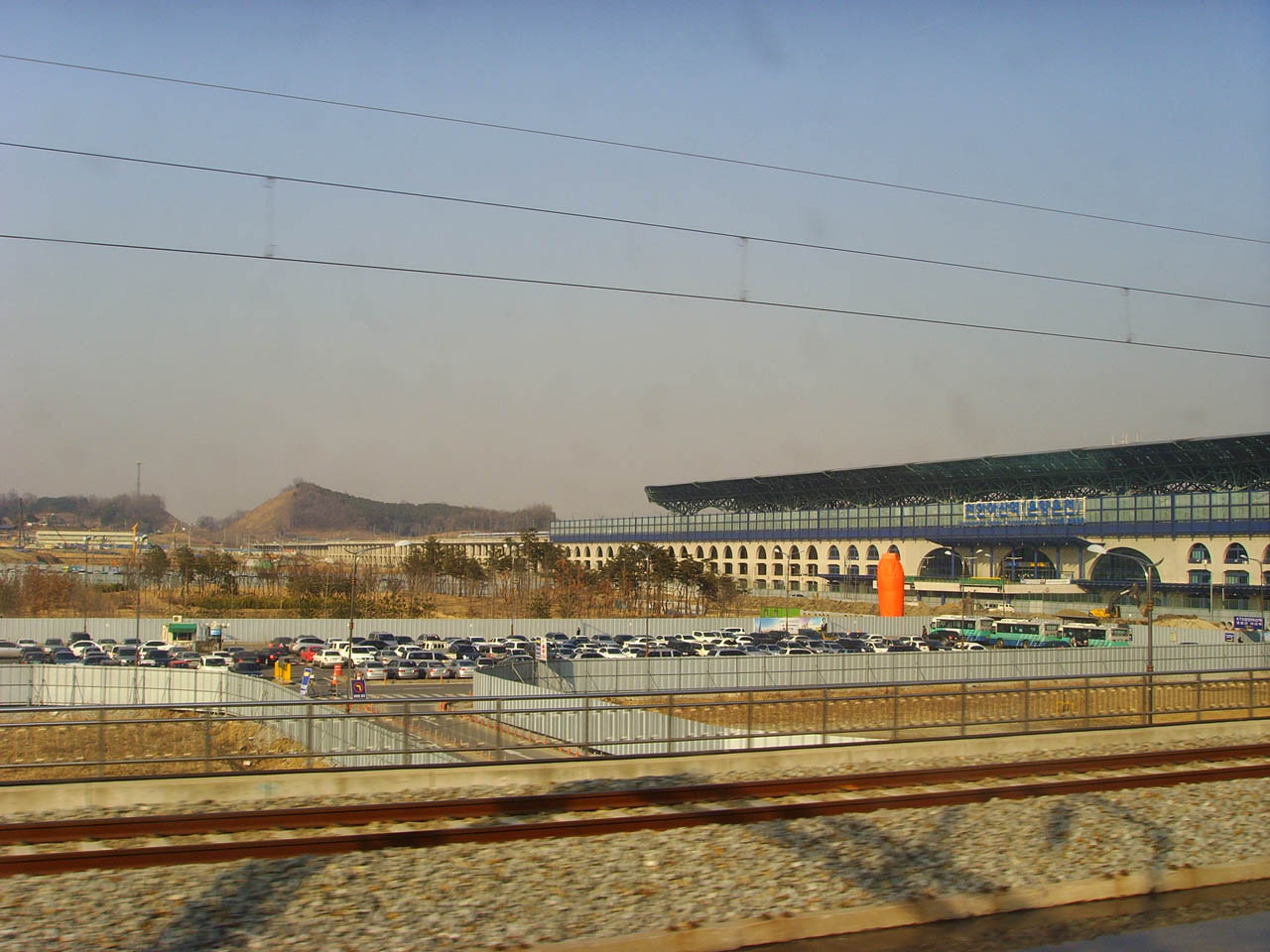
Nhà ga (tháng 2 năm 2008)
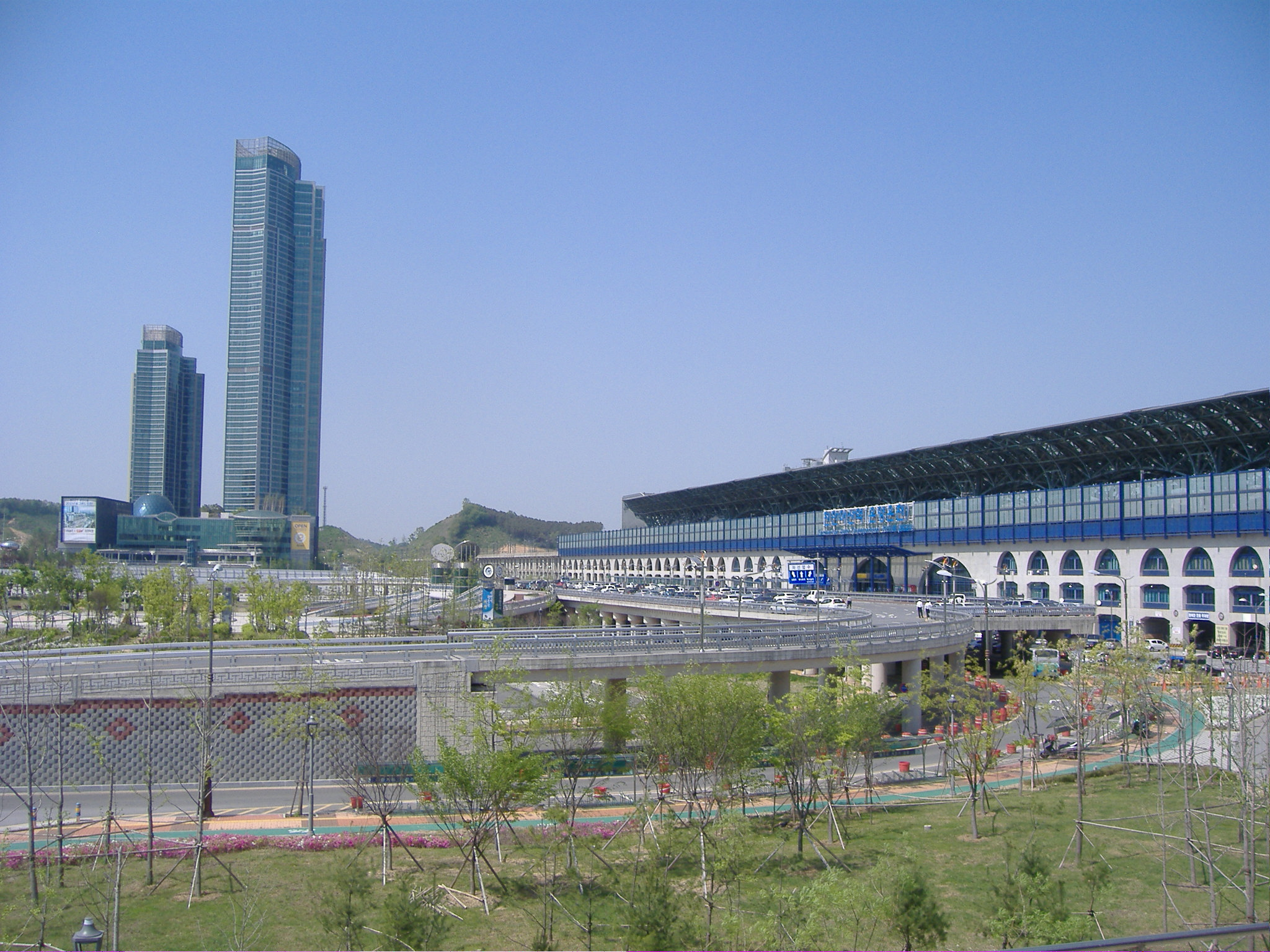
Nhà ga (tháng 5 năm 2012). Pentaport Tower có thể nhìn thấy ở phía tây .
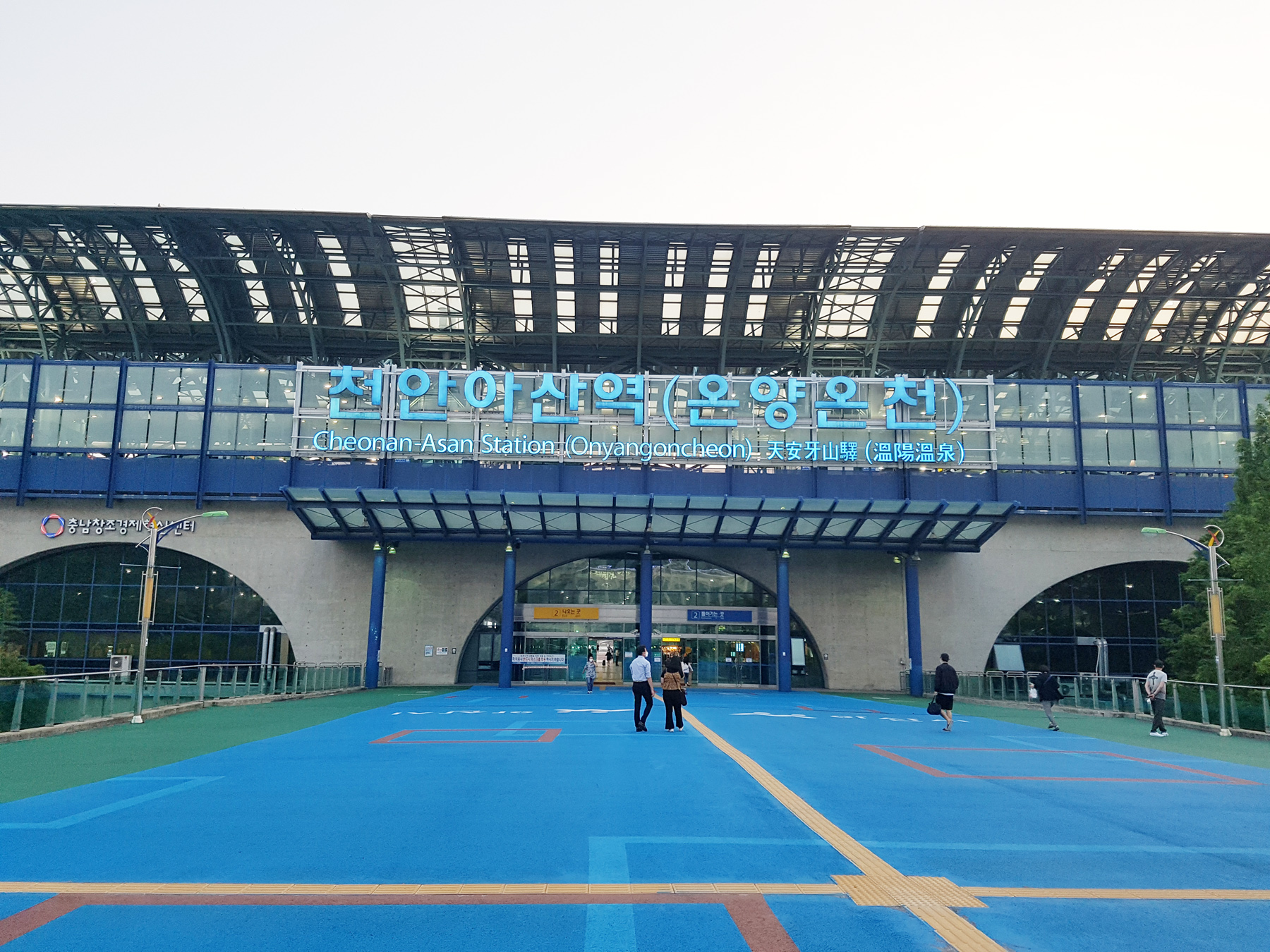
Phía đông ga Cheonan–Asan (tháng 6 năm 2020)
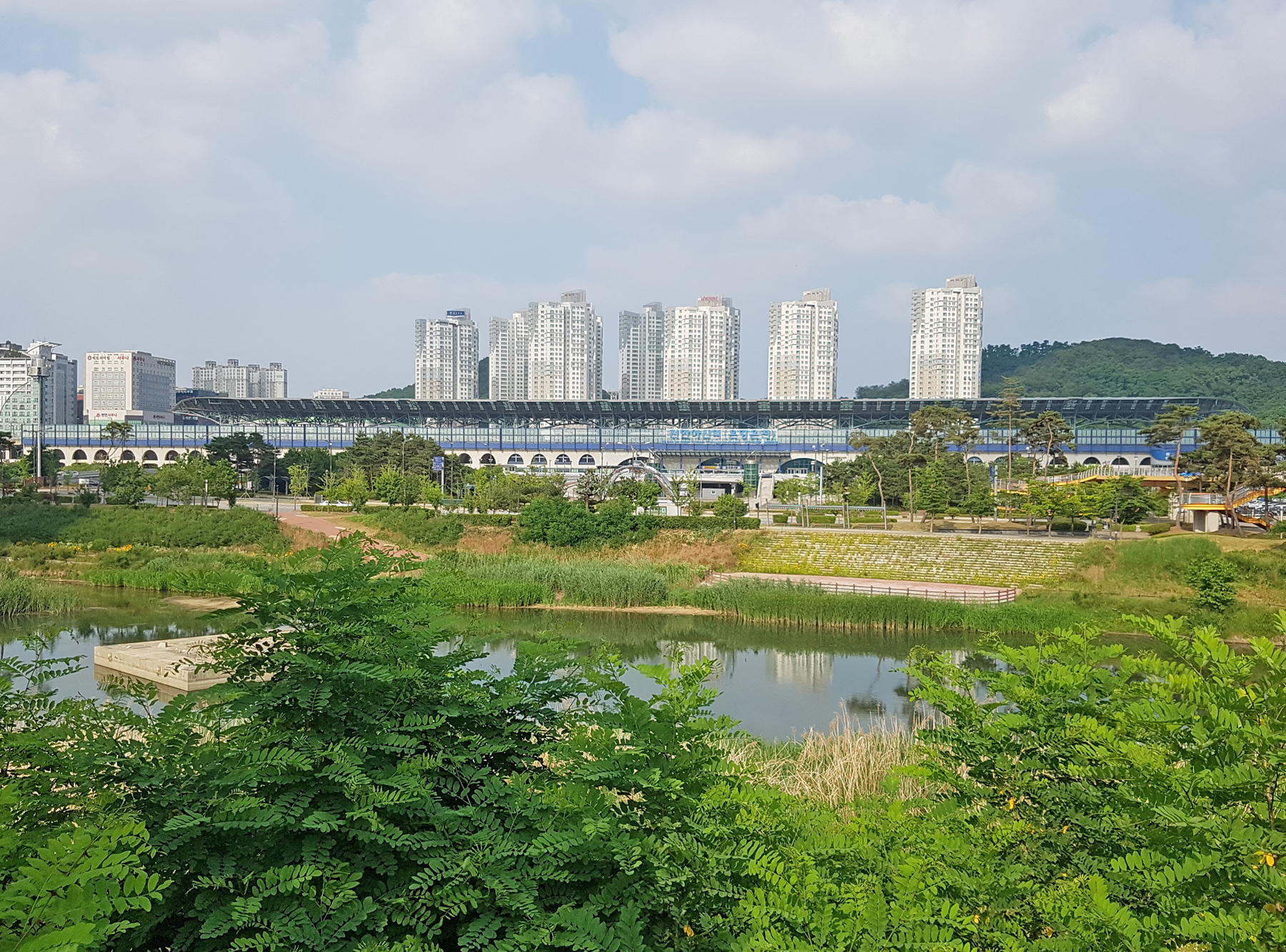
Ga Cheonan–Asan - Phía Tây (Asan-si, 2020)
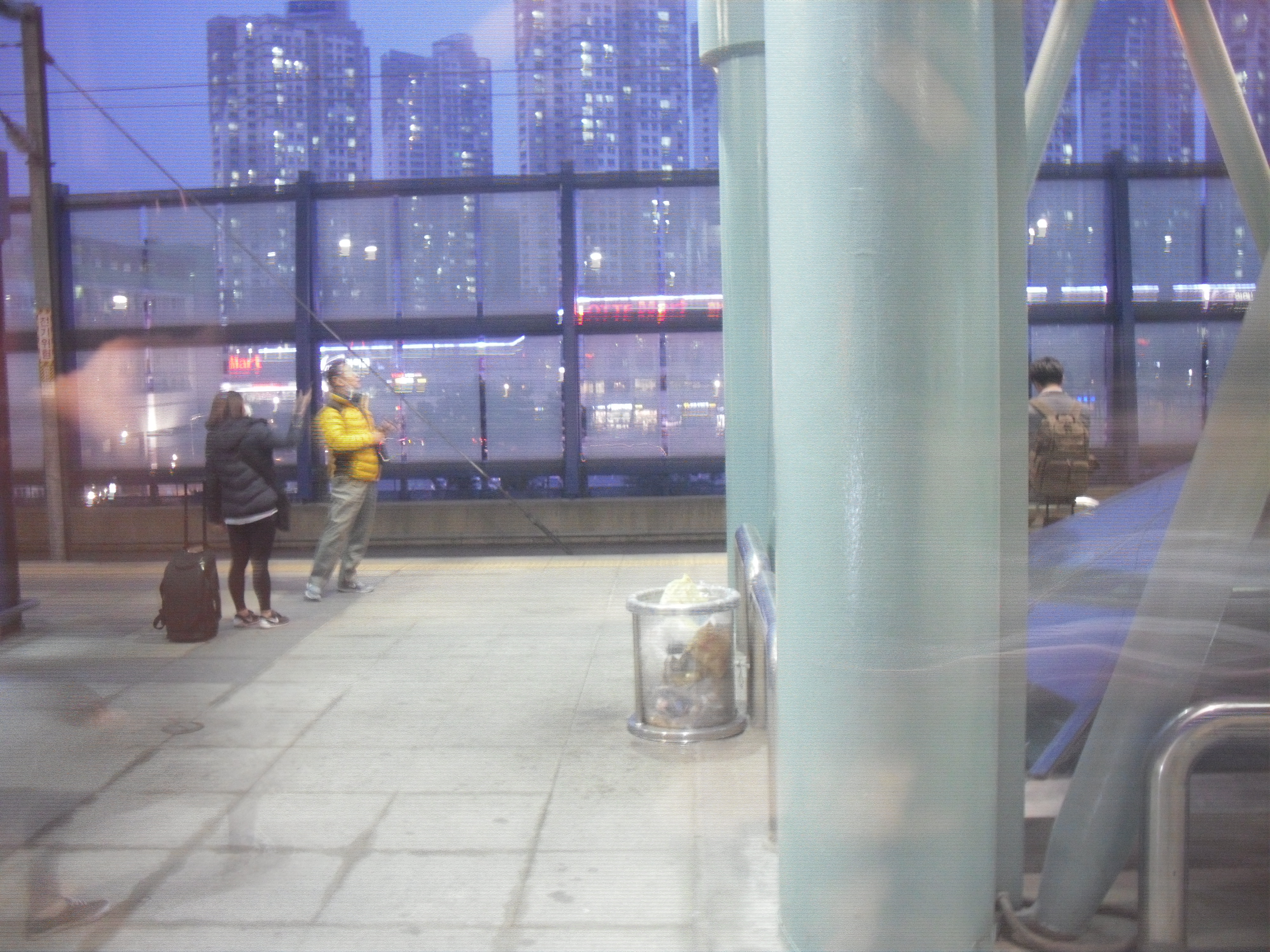
Đi từ tàu đến sân ga Busan